# Xã Woodcock, Quận Crawford, Pennsylvania
Xã Woodcock (tiếng Anh: Woodcock Township) là một xã thuộc quận Crawford, tiểu bang Pennsylvania, Hoa Kỳ. Năm 2010, dân số của xã này là 2.856 người.